# Jacques Poitrenaud
Jacques Poitrenaud (22. května 1922 Lille – 5. dubna 2005 Paříž) byl francouzský filmový režisér a herec. Začínal koncem čtyřicátých let jako asistent různých režisérů, například Marcela Blistène, Pierra Mérého a Michela Boisronda. Svůj první film jako režisér natočil v roce 1956 a jmenoval se Saint-Germain-en-Laye, cité royale. V pozdějších letech se mimo režírování věnoval i herectví.